# Lista de traduções creditadas a Nelson Rodrigues
Na década de 1970 foram publicadas diversas traduções creditadas a Nelson Rodrigues, com sua autorização, embora ele não soubesse inglês. 
Endividado, Nelson Rodrigues concordou em ceder seu nome para a publicação de traduções de romances "apimentados". A ideia, segundo Sergio Machado, nasceu de Alfredo Machado, interessado em trazer para a Editora Record "livro[s] que vende[m]", mesmo sabendo que Nelson Rodrigues não sabia se expressar em inglês.
| “ | Essa empresa sempre soube se reinventar (...). Mas o momento talvez fundamental da nossa história foi quando meu pai perguntou ao meu tio: 'Décio, por que a gente não faz livro que vende?' (...). Veja o que fez para lançar esse livro, que era bem apimentado: pôs que a tradução era de Nelson Rodrigues, [... que] nunca aprendeu inglês! A cada tiragem, ele ia lá na editora pegar um dinheirinho. | ” |

O primeiro título selecionado foi Os Insaciáveis, de Harold Robbins, seguido de diversos outros, listados abaixo.
| Autor              | Título                       | Referência                                                                 |
| ------------------ | ---------------------------- | -------------------------------------------------------------------------- |
| Harold Robbins     | 79 Park Avenue               | (Bottmann, 2014); capa da oitava edição; folha de rosto da oitava edição   |
| Harold Robbins     | A mulher só                  | (Bottmann, 2014); capa da terceira edição                                  |
| Harold Robbins     | Escândalo na sociedade       | (Bottmann, 2014); capa da 12ª edição                                       |
| Harold Robbins     | Ninguém é de ninguém         | (Bottmann, 2014)                                                           |
| Harold Robbins     | O garanhão                   | (Bottmann, 2014)                                                           |
| Harold Robbins     | O indomável                  | (Bottmann, 2014)                                                           |
| Harold Robbins     | O machão                     | (Bottmann, 2014)                                                           |
| Harold Robbins     | O pirata                     | (Bottmann, 2014)                                                           |
| Harold Robbins     | Os herdeiros                 | (Bottmann, 2014)                                                           |
| Harold Robbins     | Os implacáveis               | (Bottmann, 2014)                                                           |
| Harold Robbins     | Os insaciáveis               | (Bottmann, 2014); capa do v. 1, sétima edição; capa do v. 2, sétima edição |
| Harold Robbins     | Os libertinos                | (Bottmann, 2014); capa da oitava edição                                    |
| Harold Robbins     | Os sonhos morrem primeiro    | (Bottmann, 2014); capa de edição não identificada                          |
| Harold Robbins     | Stiletto                     | (Bottmann, 2014); capa de edição pelo Clube do Livro                       |
| Harold Robbins     | Uma prece para Danny Fischer | (Bottmann, 2014); capa da décima edição                                    |
| Frank G. Slaughter | Consciência de médico        | (Bottmann, 2014)                                                           |
| Frank G. Slaughter | Dilema de médico             | (Bottmann, 2014)                                                           |
| Frank G. Slaughter | Médico astronauta            | (Bottmann, 2014)                                                           |
| Frank G. Slaughter | Médico e amante              | (Bottmann, 2014)                                                           |
| Frank G. Slaughter | Médicos em conflito          | (Bottmann, 2014)                                                           |
| Frank G. Slaughter | Missão de médico             | (Bottmann, 2014); capa da segunda edição                                   |
| Frank G. Slaughter | Mulheres de médicos          | (Bottmann, 2014)                                                           |
| Frank G. Slaughter | O fim da viagem              | (Bottmann, 2014)                                                           |
| Frank G. Slaughter | Um médico diferente          | (Bottmann, 2014)                                                           |
| Charles Webb       | A primeira noite de um homem | (Bottmann, 2014); capa de edição não identificada                          |
| Henry Sutton       | A exibicionista              | (Bottmann, 2014); capa da segunda edição                                   |
| Hugh Atkinson      | Os jogos proibidos           | (Bottmann, 2014)                                                           |
| Morton Cooper      | O rei devasso                | (Bottmann, 2014); capa de edição não identificada                          |
| Polly Adler        | Uma certa casa suspeita      | (Bottmann, 2014)                                                           |
| Xaviera Hollander  | Xaviera                      | (Bottmann, 2014)                                                           |